# Mike Ballerino
Mike Ballerino est un boxeur américain né le 10 avril 1901 à Asbury Park, New Jersey, et mort le 4 avril 1965 à Tampa (Floride), en Floride.

## Carrière
Passé professionnel en 1920, il devient champion du monde des poids super-plumes le 15 décembre 1924 après sa victoire aux points contre Steve Sullivan. Ballerino perd son titre contre Ted Morgan le 2 décembre 1925 et met un terme à sa carrière en 1928 sur un bilan de 42 victoires 36 défaites et 18 matchs nuls.